# Antidotaire Nicolas
L'Antidotaire Nicolas (en latin : Antidotarium Nicolai), parfois aussi appelé Petit Antidotaire (en latin : Antidotarium parvum), est un livre de recettes médicales composé entre le XIe et le XIIIe siècles dans le milieu de l'école de médecine de Salerne. Bien qu'il soit traditionnellement attribué à un dénommé Nicolas de Salerne, son auteur et sa datation ont fait l'objet de plusieurs hypothèses contradictoires. L'antidotaire contient en moyenne 150 préparations, ce qui le rendait beaucoup plus pratique à utiliser que les recueils précédents qui en comptaient plus d'un millier. L'ouvrage initialement composé en latin a été traduit dans plusieurs langues vernaculaires et a connu un immense succès jusqu'à la fin du Moyen Âge. Il était le livre  officiel d'enseignement pour la Faculté de médecine de Paris à partir de 1270, et les statuts des apothicaires d'Arles ou de Montpellier obligeaient leurs ressortissants à se conformer à ses prescriptions.